# Дамаскос, Эвангелос
Эва́нгелос Дама́скос (греч. Ευάγγελος Δαμάσκος) — греческий легкоатлет, бронзовый призёр летних Олимпийских игр 1896.
Дамаскос участвовал только в соревнованиях по прыжку с шестом. Вместе со своим соотечественником Иоаннисом Теодоропулосом он достиг высоту 2,60 м, и они оба заняли третье место.